# Gouvernement de la Macédoine du Nord
Le Gouvernement de la république de Macédoine du Nord (en macédonien : Влада на Република Северна Македонија) est le principal élément du pouvoir exécutif en Macédoine du Nord. Il est dirigé par le président du Gouvernement (претседател на Владата). Le président du Gouvernement est choisi par l'Assemblée de Macédoine du Nord, qui élit aussi les ministres. Le gouvernement actuel est le gouvernement Mickoski. Il siège au Palais du gouvernement à Skopje.
Le premier gouvernement macédonien a été établi en 1944 par l'ASNOM et il existe dans sa forme actuelle depuis la proclamation de la constitution de 1991.
Le gouvernement peut proposer des lois et des orientations budgétaires, il est responsable de l'application des lois, décide la reconnaissance d'États étrangers et propose des ambassadeurs.